# 1-es busz (Pápa)
A pápai 1-es jelzésű autóbusz a Vasútállomás és a Pápakovácsi elágazó megállóhelyek között közlekedik. A vonalat a Volánbusz üzemelteti.

## Közlekedése
Munkanapokon, csúcsidőben kb. 20-30 percenként, egyéb időszakban óránként közlekedik.

## Útvonala
| Pápakovácsi elágazó felé | Vasútállomás felé |
| --- | --- |
| Vasútállomás – Esterházy út – Szent István út – Fő tér – Gróf út – Szabadság utca – Tókert utca – Március 15. tér – Jókai utca – Veszprémi út – Vízmű utca – Szabó Ervin utca – Juhar utca – Külső Veszprémi út – Mozsár utca – Pápakovácsi elágazó | Pápakovácsi elágazó – Mozsár utca – Külső Veszprémi út – Juhar utca – Szabó Ervin utca – Vízmű utca – Veszprémi út – Jókai utca – Március 15. tér – Tókert utca – Szabadság utca – Gróf út – Fő tér – Szent István út – Esterházy út – Vasútállomás |

## Megállóhelyei
| 0  | Vasútállomás                      | 19 | 2, 3, 7                                         | Pápa Helyi autóbusz-állomás, Béke tér |
| 1  | Orvosi rendelő                    | 18 |                                                 | Orvosi rendelő |
| 2  | Színház (strandfürdő)             | 17 |                                                 | Színház, Strandfürdő, Várkert |
| 4  | Várkastély                        | 15 | 2, 4A, 4B, 17                                   | Esterházy-kastély, Szent István Vértanú templom, Fő tér |
| 6  | Autóbusz-állomás (Szabadság utca) | 13 | 1H, 1Y, 2, 3, 4A, 4B, 5, 6A, 6B, 13, 14, 16, 17 | Helyközi autóbusz-állomás, Vásárcsarnok, Munkaügyi központ                                                                                                   |
| ∫  | Március 15. tér                   | 12 | 1H, 1Y, 2, 3, 4B, 6B                            | Református templom, Pápai Református Kollégium Gimnáziuma és Művészeti Szakgimnáziuma, Pápai Református Teológiai Akadémia, Kékfestő Múzeum, Március 15. tér |
| 8  | Kórház                            | 11 | 1H, 1Y, 4A, 4B, 6A, 6B, 14, 16                  | Gr. Esterházy Kórház és Rendelőintézeti Szakrendelő |
| 9  | Szalmavári utca                   | ∫  | 1H, 1Y, 4A, 6A                                  | |
| 10 | Budai Nagy Antal utca             | 9  | 1H, 1Y, 2, 4A, 4B, 6A, 6B, 7, 14, 16            | |
| 12 | Közgazdasági szakközépiskola      | 7  | 1H, 1Y, 2, 7, 14, 16                            | Pápai Gazdasági Szakképző Iskola és Kollégium, Weöres Sándor Általános Iskola                                                                                |
| 13 | Veszprémi út                      | 6  | 1H, 1Y, 2, 7, 14, 16                            | Batthyány Lajos Mezőgazdasági és Élelmiszeripari Szakképző Iskola és Kollégium                                                                               |
| 14 | Vízmű utca                        | 5  | 1H, 1Y, 7                                       | Posta |
| 15 | Szabó Ervin utca                  | 4  | 1H, 1Y, 7                                       | |
| 16 | Hantai út                         | 3  | 16                                              | |
| 17 | Lovasklub                         | 2  |                                                 | Lovasklub |
| 18 | Kollégium                         | 1  |                                                 | |
| 19 | Pápakovácsi elágazó               | 0  | 16                                              | |